# 暗黒街最後の日
『暗黒街最後の日』（あんこくがいさいごのひ）は、1962年公開の日本映画。三國連太郎主演、井上梅次監督。東映東京撮影所製作、東映配給。併映『血煙り笠』（大川橋蔵主演、松田定次監督）。

## 概要
日活から東映に誘われた時期の井上梅次監督が手掛けたギャング映画。主演・三國連太郎ら、東映東京撮影所のオールスターキャストで描く。井上が東映で撮った『暗黒街最大の決斗』（1963年）、『暗黒街大通り』（1964年）と合わせて「暗黒街シリーズ」と呼ぶケースもあるが、東宝や日活も1950年代半ばから1960年代にかけて「暗黒街シリーズ」「暗黒街もの」を製作している。

## あらすじ
関東の盛り場の縄張りを握るボスを株主にしたマル和産業を巡り多彩な人物が入り乱れる。仙台刑務所からマル和産業前社長の中部恭介が出所。マル和産業の現社長・星野弦一郎は子分に中部襲撃を命じたが失敗。虎視眈々と縄張りを狙う関西のボス・三鬼徹はこの騒ぎを知り子分を連れ上京。芥川太郎検事は近代会社の仮面を被ったマル和産業の悪を暴こうとする。また拳銃の名手・真木鉄雄警部は、朴と名を変え暗黒街に潜入捜査を開始する。

## スタッフ
- 監督：井上梅次
- 脚本：井上梅次
- 企画：亀田耕司・大賀義文
- 撮影：西川庄衛
- 音楽：鏑木創
- 美術：進藤誠吾
- 録音：内田陽造
- 照明：元持秀雄

## 出演者
- 芥川太郎：三國連太郎
- 三鬼徹：丹波哲郎
- 中部恭介：鶴田浩二
- 真木鉄雄、朴（二役）：高倉健
- 白川元：梅宮辰夫
- 星野弦一郎：安部徹
- ひとみ：佐久間良子
- 峰村洋子：久保菜穂子
- 舟木勝三：伊沢一郎
- 笠原松男：植村謙二郎
- 橋爪：大村文武
- 浅香：曽根晴美
- サブ：八名信夫
- 若松：安藤三男
- 山田：潮健児
- 黒沢警部：南廣
- 升田検事：中山昭二
- 水上部長：宇佐美淳也
- 田奈本：春日俊二
- 大茂：関山耕司
- 山形：神田隆
- 芥川の婆や：岡村文子
- 栄屋主人：坂本武
- おかみ：不忍郷子
- 三島警部：河合絃司

## 製作経緯

### 企画
企画は当時の東映東京撮影所（以下、東撮）所長・岡田茂（のち、東映社長）。1961年9月、東撮所長に赴任した岡田は、社会派映画がメインで当たる映画が1本もなかった東撮に大鉈を振るい古手監督を一掃して深作欣二、佐藤純彌、降旗康男といった新進気鋭の若手や新東宝から石井輝男、渡辺祐介、瀬川昌治らをスカウトし若手と中堅との混成で改革を推し進めていく態勢を執った。路線として最初に試行したのがモダンな「ギャングアクションシリーズ」でここから岡田の標榜する「不良性感度」映画が増え始めるが日活にいられなくなった井上梅次を「東映で4、5本撮らないか」と誘い企画したのが本作となる。本作は大ヒットして東映の新路線を決定付けた。このため井上は7本東映で映画を撮った。

### キャスティング・撮影
鶴田浩二は、岡田が俊藤浩滋を使って1960年に東宝から引き抜いた。高倉健は岡田が美空ひばりと組ませたりチャンスを与え続けてきたが伸び悩み既に主演作も多かったものの、本作のようにオールスター映画になるとクレジットは2番手だった。燻り続ける高倉に岡田は売り出し路線の方向転換を企図し、アクションスターとして本作に出演させた。鶴田と高倉は仲が悪いのにもかかわらず岡田が何度も共演させ1963年の『人生劇場 飛車角』の際に岡田が仲直りの手打ち式をさせている。高倉はここから仕事が好転したといわれる。主演の三國連太郎はこの時期東映に籍を置いていたが、三國もやはり鶴田とは犬猿の仲。当時の大川博東映社長がごり押しし、現場は一触即発だったといわれる。この映画を最後に鶴田は三國と共演していない。梅宮辰夫は本作で井上監督に気に入られ硬派な二枚目役として井上の「暗黒街シリーズ」に出演したが、岡田が1964年の『悪女』から、今日の梅宮イメージである夜の帝王やプレイボーイ的な役にキャラを変更させている。

### 脚本
脚本は井上梅次であるが、下書きは村尾昭が書いた。それを岡田が鶴田から聞いて『ギャング対Gメン』（1962年）の脚本を書かせて大映から引き抜き、ギャングシリーズの脚本を数本手掛けた後、「日本侠客伝シリーズ」と共に東映任侠路線の魁となった「博徒シリーズ」の脚本に村尾を抜擢している。

## 作品の評価
藤木TDCは、本作を後の実録路線の傑作『県警対組織暴力』や『孤狼の血』に至る「警察VSやくざ」を描いた作品の嚆矢と位置付けている。　